# Verhaeghe (geslacht)
Verhaeghe, ook Verhaeghe de Naeyer, is een Belgische notabele familie, van wie leden in de adel werden opgenomen.

## Genealogie
- François Verhaeghe (1744-1820)
  - François Verhaeghe (1780-1849)
    - Edmond Verhaeghe de Naeyer (zie hierna)
    - Constant Verhaeghe de Naeyer (zie hierna)
    - Isidore Verhaeghe (1815-1872)
      - Oscar Verhaeghe de Naeyer (zie hierna)

    - Alfred Verhaeghe (zie hierna)

## Edmond Verhaeghe de Naeyer
- Edmond Verhaeghe de Naeyer (Gent, 9 maart 1808 - aldaar, 5 februari 1887), rechter bij de rechtbank van eerste aanleg, trouwde in 1838 in Geraardsbergen met zijn nicht Eugénie Spitaels (1817-1867). Ze kregen drie kinderen. In 1876 kreeg hij vergunning om de Naeyer aan de familienaam toe te voegen en in 1886 werd hij opgenomen in de Belgische erfelijke adel. 
  - Georges Joseph Verhaeghe de Naeyer (Gent, 3 oktober 1847 - aldaar, 19 oktober, 1935), trouwde in 1872 in Gent met zijn nicht Gabrielle Verhaeghe (1852-1881), dochter van volksvertegenwoordiger en senator Constant Verhaeghe de Naeyer
    - Conrad Philippe Constant Joseph Verhaeghe de Naeyer (Gent, 7 november 1874 - Brussel, 9 januari 1966), schepen van Brussel
      - Marc Edgard Odilon Blaise Joseph Verhaeghe de Naeyer (Brussel, 19 maart 1913 - Zwevegem, 7 juli 2003), trouwde in 1947 in Zwevegem met Monique Bekaert (1923-2004), dochter van Leon Antoine Bekaert. Hij was voorzitter van de raad van bestuur van de industriële groep Bekaert en de patronale vereniging Fabrimetal
        - Thierry Léon Conrad Verhaeghe de Naeyer (Zwevegem, 6 januari 1947), werkte als zakenbankier en vermogensbeheerder in Londen en voor Bekaert-dochter Twil in Sheffield, van 1997 tot 2000 voorzitter van de raad van bestuur van Bekaert.

## Constant Verhaeghe de Naeyer
Constant Verhaeghe de Naeyer (Gent, 1 mei 1809 - aldaar, 1 juni 1888), volksvertegenwoordiger en senator.

## Oscar Verhaeghe de Naeyer
Oscar François Verhaeghe de Naeyer (Gent, 27 januari 1854 - aldaar, 9 juni 1923), kreeg in 1876 vergunning om de Naeyer aan de familienaam toe te voegen en in 1886 werd hij opgenomen in de erfelijke adel.

## Alfred Verhaeghe
Alfred Charles Maurice Verhaeghe (Gent, 24 april 1822 - aldaar, 26 april 1876), burgemeester van Melsen, trouwde in 1863 in Gent met Louisa de Smet de Naeyer (1841-1922), zus van Paul graaf de Smet de Naeyer, industrieel, volksvertegenwoordiger, senator, minister en premier van België. In 1886 verkreeg ze opname in de persoonlijke adel en opname in de erfelijke adel voor haar zoon, Raymond Verhaeghe (1868-1890), in wie deze familietak uitdoofde.